# سليمة ماشامبا
سليمة ماشامبا (فمبوني،01 نوفمبر 1874- بيسميس،07 أغسطس 1964) أو سليمة ماشامبا بنت سيدي حمادي مكادرة (أرسولا) هي ملكة موهيلي، جزيرة من جزر كومورو، حاليا أصبحت تعرف تحت اسم جزر القمر. هي ابنة السلطانة فاطمة ، ملكة موهيلي، وإميل فلوريو دو لونجل كما أنها حفيدة السلطان (الملك) عبد الرحمان، الذي هو نسيب رانافالاونا الأولى، ملكة مدغشقر.

## السيرة الذاتية
ولدت بموهيلي سنة 1876 وكان توجيهها هو أن تصبح ملكة تلك الجزيرة الصغيرة من جزر القمر. لم تحكم كملكة، فقد كانت تحت وصاية فاضلي بن عثمان، بالية جومة وأبودو تسيفانتيني محمودو بن محمد مكادرة (1863-1898)، وبعد ذلك تمت مطاردتها من طرف المقيمين الفرنسيين.في سنة 1900، بينما كانت تقيم بجزيرة لاريونيون، إلتقت رجل درك فرنسي من مواليد مدينة بورجون، إسمه كاميل بول.تزوجته في 28 غشت 1901 ببلدية سانت دينيز(لاريونيون) وسلمت عرشها لفرنسا سنة 1902، أخبرتها الحكومة الفرنسية أنها لا تستطيع ان تكون ملكة وزوجة رجل درك في نفس الوقت.لحقت بزوجها إلى فرنسا، وبالتحديد إلى قرية كليري الصغيرة، بكوت دوغ (Côte d’Or)، على الحدود مع محافظة لاهوت ساون (La Haute-Saône)، في مزرعة أصبحت فيها مثل «الملكة ذات القباقيب». أثناء زيارتها لفرانش كونته (Franche-Comté) في بداية الستينيات، تقدم الجنرال شارل ديغول لتحية الملكة الصغيرة. رزقت بثلاثة أطفال، الأمراء والأميرة لويز، لويس وفرنارد. دفنت في بيسميس، حيث أكملت 90 سنة في غشت 1964.تم نصب حجر على قبرها يحمل عبارة «أرسولا سليمة ماشامبا، ملكة موهيلي، زوجة كاميل بول».

### الأحفاد
- من كاميل بول (ولد في الأول من مارس 1867 ببيسميس، هوت ساون- توفي في 22 شتنبر 1964 بكامباناي، جورة)، أنجبت:
- أونغيات كاميل أرسول لويز، أميرة موهيلي (ولدت في 15 يوليوز 1902 بكليري، كوت دوغ-توفيت في 4 أبريل 1989 بديجون، كوت دوغ)، والتي أنجبت:
- كريستيان، أميرة موهيلي.
- لويس كاميل، أمير موهيلي (ولد في الأول من شتنبر 1907 بكليري، كوت دوغ- توفي في 8 أبريل 1983 بدول، جورة)، التي أنجبت:
- آن أرسولا، أميرة موهيلي (ولدت سنة 1941 بديجون)، حاصة على وسام الإستحقاق الوطني درجة فارس (فرنسا)[1]، ووسام نجمة موهيلي درجة مستشار (جزر القمر)[2]، رئيسة جمعية «تنمية جزر القمر».[3]
- كاميل فرنارد، أمير موهيلي (ولد في 16 يونيو 1917 بكليري، كوت دوغ-توفي في الأول من أبريل 2007 بديجون، كوت دوغ).

### الفهرس
- Nivois, Julienne: À Pesmes, en Franche-Comté..., Une Reine oubliée par l'Histoire, Éditions Dominique Guéniot, Paris, 1995.

### وصلات خارجية
- Notices d'autorité : Fichier d'autorité international virtuel • Bibliothèque nationale de France (données) • Système universitaire de documentation • Gemeinsame Normdatei
- « Ursule Salima-Machamba 1ère, dernière reine de Mohéli »